# François Benoît
François Benoît, né à Paris 2e le 8 juillet 1870 et mort à Argenteuil le 31 mai 1947, est un historien de l'art français, spécialiste de la Révolution française, de l'Empire, et de l'art anglais.

## Biographie
Étudiant à la Sorbonne d'Ernest Lavisse et Henry Lemonnier, reçu 1er à l'agrégation d'histoire (1893), François Benoît est le premier à obtenir le doctorat ès-Lettres avec un sujet d'histoire de l'art : L'art français sous la Révolution et l'Empire : les doctrines, les idées, les genres (Paris : Baranger, 1897), qui a fait date comme la seule étude d'ensemble de cette période. Sa thèse complémentaire, en latin, porte sur Falconet : Quas opiniones et quas controversias Falconet de arte habuerit.
Nommé professeur au lycée de Douai (1895-1896), puis au lycée de Chartres (1896-1897) et au lycée d’Amiens (1897-1899), il est ensuite chargé de cours d’archéologie et d’histoire de l’art à la Faculté des Lettres de Lille et professeur au lycée Fénelon (1899-1903). Il est enfin nommé professeur-adjoint (1903) puis professeur titulaire d'histoire de l'art à la rentrée de 1905.
Il fait toute sa carrière à l'université de Lille, jusqu'à sa retraite, en 1937. Il y organise notamment l'institut d'histoire de l'art à l'aide de moulages, photographies, copies, cartes, etc.. Il met en place un système de prêt de reproductions des grandes œuvres de la peinture européenne, destiné aux enseignants du primaire et du secondaire.
Associé à la direction du musée des Beaux-Arts de Lille, il fait paraître le catalogue des peintures : La peinture au Musée de Lille (Paris : Hachette, 1909, 3 vol.).
À partir de 1910, il se lance dans la rédaction d'un grand ouvrage sur l'histoire de la construction pour la collection des Manuels d'histoire de l'art de l'éditeur H. Laurens. Plusieurs volumes sont publiés entre 1911 et 1934, couvrant l'Antiquité et le Moyen Âge. Cette entreprise se place chronologiquement entre l'"Histoire de l'architecture" d'Auguste Choisy (Paris : Gauthier-Villars, 1899) et l'"Histoire de l'Architecture classique" de Louis Hautecœur (Paris : Picard, 1943-1957).

## Principales publications
- L'art français sous la Révolution et l'Empire : les doctrines, les idées, les genres, Paris : Baranger, 1897
- L’art des jardins, Paris : Librairie de l'art ancien et moderne, 1903
- William Hogarth : biographie critique, Paris : H. Laurens, [1904]
- Reynolds, Paris : Librairie de l'art ancien et moderne, 1904
- Hans Holbein, Paris : Librairie de l'art ancien et moderne, 1905
- Un maître de l’art : Blake le visionnaire, 1906
- La peinture au musée de Lille, Paris, Hachette, 1909, 3 vol.
- Manuels d'histoire de l'art. L'architecture, Paris : H. Laurens, 1911-1934